# Raveleijn (attractie)
Raveleijn is een in 2011 geopend theater, restaurant, arrangementenlocatie, kantorencomplex en multimediaal verhaal binnen de Efteling. De kosten bedroegen circa 30 miljoen euro. Het verhaal van Raveleijn wordt gebruikt in een televisieserie, een parkshow, meerdere boeken, en diverse merchandise zoals zwaarden die gebruikt kunnen worden als speelgoed voor kinderen.

## Complex
Raveleijn ligt aan het Ton van de Venplein tussen de attracties Droomvlucht en Villa Volta. Op een gedeelte van het parkeerterrein zijn voor Raveleijn paardenstallen en vogelkooien gebouwd, om de paarden, de raven en de uil voor de show in te kunnen stallen en te trainen. Ook is een gedeelte van het parkeerterrein gereserveerd voor Raveleijn. Voor aansluiting met het exterieur van Raveleijn, is het gebouw van Droomvlucht aangepast met een nieuw koepeldak en zijn de muren voorzien van een nieuwe stuclaag.
Het complex, ontworpen door Sander de Bruijn, is gebouwd in een mengeling van verschillende stijlen en herbergt een arena, restaurant, kantoren, congreszalen en een arrangementenlocatie. De arena biedt plaats aan 1200 bezoekers. De parkshow, die sinds 8 april 2011 opgevoerd wordt, duurt ongeveer 20 minuten en bevat tien acteurs, vijf paarden, vijf raven, en een valk. De muziek is gecomponeerd door René Merkelbach en uitgevoerd door het Brabants Orkest met gastvocals van onder andere Anneke van Giersbergen. De stemmen van o.a. de ruiter Thomas en Joost zijn ingesproken door Pim Pasmans.

### Shows
Er worden 3 tot 6 shows per dag opgevoerd op diverse tijden, naargelang de drukte. De poorten openen ongeveer 20 minuten voor de show waarna er na 10 minuten een acteur uit de show een voorshow opvoert.
Op 5 september 2011 is besloten om het concept van de show te veranderen en de show te vervangen door een compleet nieuwe regie, andere samenstelling van rollen en een duidelijker verhaallijn door het gebruik van nieuwe voice-overs en bijbehorende videobeelden. Ook zijn er nieuwe muziekstukken toegevoegd en zijn diverse stukken herzien en waar nodig ingekort.
Sinds 30 april 2013 is een nieuwe show te zien, die in samenwerking met het Franse Puy du Fou is gemaakt. Voor de nieuwe show werd de arena verbouwd. Er is onder andere een vijver aangelegd, in de arena staat een replica van de Stadspoort en er staat een nieuwe toren over Draconicon. De nieuwe show bevat veel special effects, zoals water en vuur, en de acteurs hebben nieuwe kostuums gekregen, die het makkelijker maken om diverse stunts uit te voeren. De slechterik, Graaf Olaf Grafhart, komt uit een vijver naast de kleinere versie van de poort en er staat een kooi waarin Gravin Halina verdwijnt.
Tijdens de coronacrisis werd er een aangepaste versie van de show opgevoerd van ruim 10 minuten. Vanaf 29 september 2020 werd een aangepaste versie van deze coronashow gemaakt omdat de eerste nogal onduidelijk was. In de aangepaste versie zijn wat nieuwe stemmen toegevoegd en is de tekst aangepast. Sinds 1 juni 2021 wordt een aangepaste versie van de vorige show getoond. In deze show zijn de teksten wat aangepast; de stem van Graaf Olaf Grafhart is weer te horen en Draconicon is er in teruggekeerd.
Vanaf 2 april 2022 is er na 2 jaar weer een volledige show van 20+ minuten te zien. Deze show is een combinatie van de afgelopen "coronashows". De dialogen zijn hier en daar wat aangepast en opnieuw ingesproken. Ook is Graaf Olaf Grafhart nu weer te zien.

## Verhaal
Het verhaal achter Raveleijn is geschreven door schrijver Paul van Loon en is vertaald naar een parkshow, een televisieserie, een boek en tijdelijk een gratis online game. De televisieserie van 12 afleveringen werd vanaf 26 februari 2011 iedere zaterdag om 17.00 uur uitgezonden op RTL 4. Het boek, dat niet precies dezelfde verhaallijn volgt als de televisieserie en de parkshow, is sinds 7 april 2011 te koop op internet, in de Efteling en in boekwinkels in heel Nederland. De parkshow is in première gegaan op 8 april en wordt in samenwerking met Constant In Beweging geproduceerd.
Het verhaal gaat over vijf broers en zussen: Thomas, Maurits, Lisa, Emma en Joost. Hun ouders besluiten om van de stad naar het platteland te verhuizen, waar niet alle kinderen even blij mee zijn. In het bos vindt Joost, de jongste van het stel, een geheime poort. Wanneer de vijf kinderen samen met vijf raven de poort betreden, veranderen ze in volwassen ruiters en de raven in vijf paarden. Ze zijn in de magische wereld van Raveleijn gekomen, waar de verschrikkelijke graaf Olaf Grafhart regeert. De vijf komen in het bannelingenkamp terecht en krijgen te horen dat zij de vijf zijn die de graaf moeten verslaan. Daarvoor zullen ze hun speciale krachten moeten gebruiken: Vuur, Hout, Water, Metaal en Aarde. De parkshow in de Efteling gaat vooral in op de climax van het verhaal, het grote gevecht tussen Draconicon en de vijf kinderen. De aangepaste show tijdens de coronacrisis had het verhaal over Halina die met de hulp van zwaardvechters Rene en Erik de ruiters klaarmaakt voor het gevecht tegen Graaf Olaf. Vanwege enorme kritieken over deze aangepaste coronashow werd in 2021 de draak Draconicon toegevoegd.

## Zakelijk
Naast de openluchtarena biedt Raveleijn onderdak de een arrangementenlocatie 'Het Wapen van Raveleijn', waar 550 personen kunnen eten in middeleeuwse stijl. Het gebouw dient tevens als kantoorfaciliteit voor medewerkers van de Efteling.

## Mankementen
- Op 4 augustus 2019 ging de mechanische draak Draconicon stuk. Pas midden november ging de show terug van start.
- Op 1 juni 2021 werd de draak terug in gebruik genomen na een jaar afwezigheid. In de aangepaste coronashow van 2020 deed de draak niet mee.
- Op 20 augustus 2021 zakte de draak Draconicon in elkaar tijdens een opvoering. De draak was daarna een jaar lang niet te zien.
- Op 30 mei 2023 was er tijdens een show brand in een van de decorstukken. Het theater werd ontruimd en de brand werd geblust door de brandweer.[4]
- Op 11 juni 2023 was er opnieuw tijdens een show brand in een van de decorstukken. Het theater werd ontruimd en de brand kon snel zelf worden geblust.[5]
- Op 29 mei 2023, 3 juni 2023 en 3 september 2023 gebeurden er enkele ongelukken tijdens de show. Op 29 mei en 3 september viel een ruiter van een paard en op 3 juni struikelde een paard tijdens een stunt.[6][7][8]
- Op 5 augustus 2023 was er een protestactie van dierenactivisten die wilden dat de show werd beëindigd omdat ze van mening zijn dat er sprake is van dierenmishandeling.[9]

## Afbeeldingen

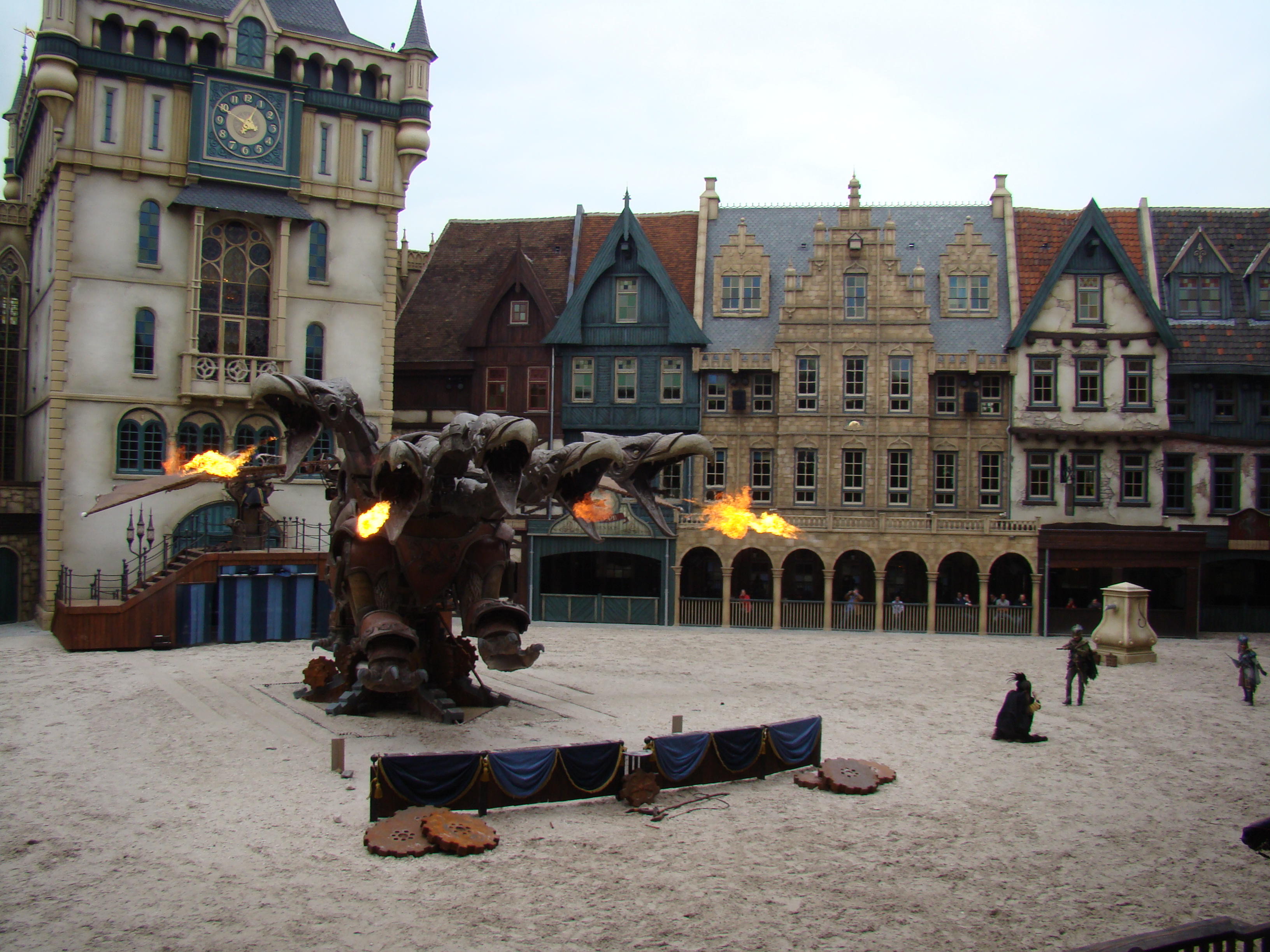
Overzichtsfoto van de liveshow
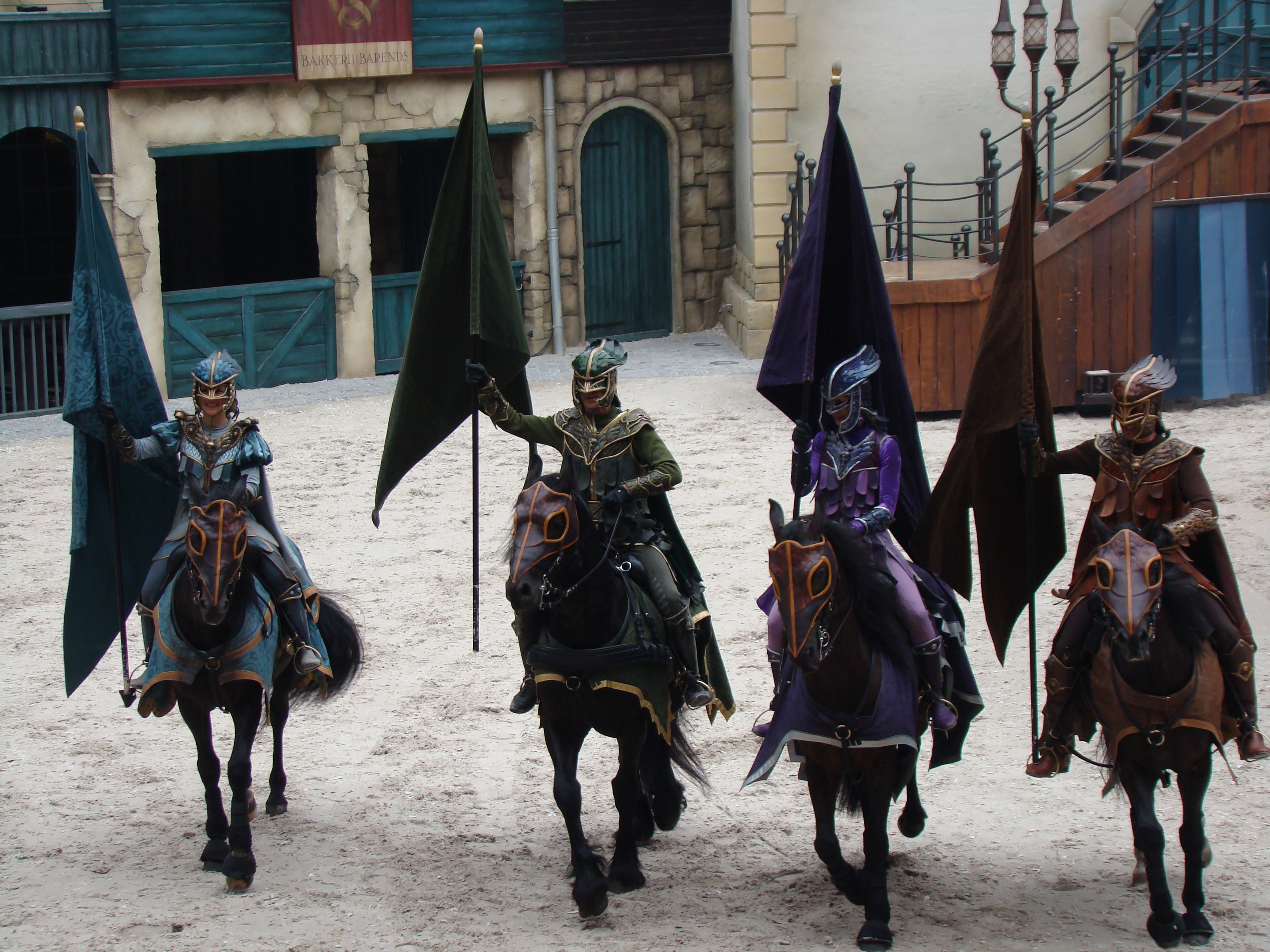
Acteurs in de rol van ruiters
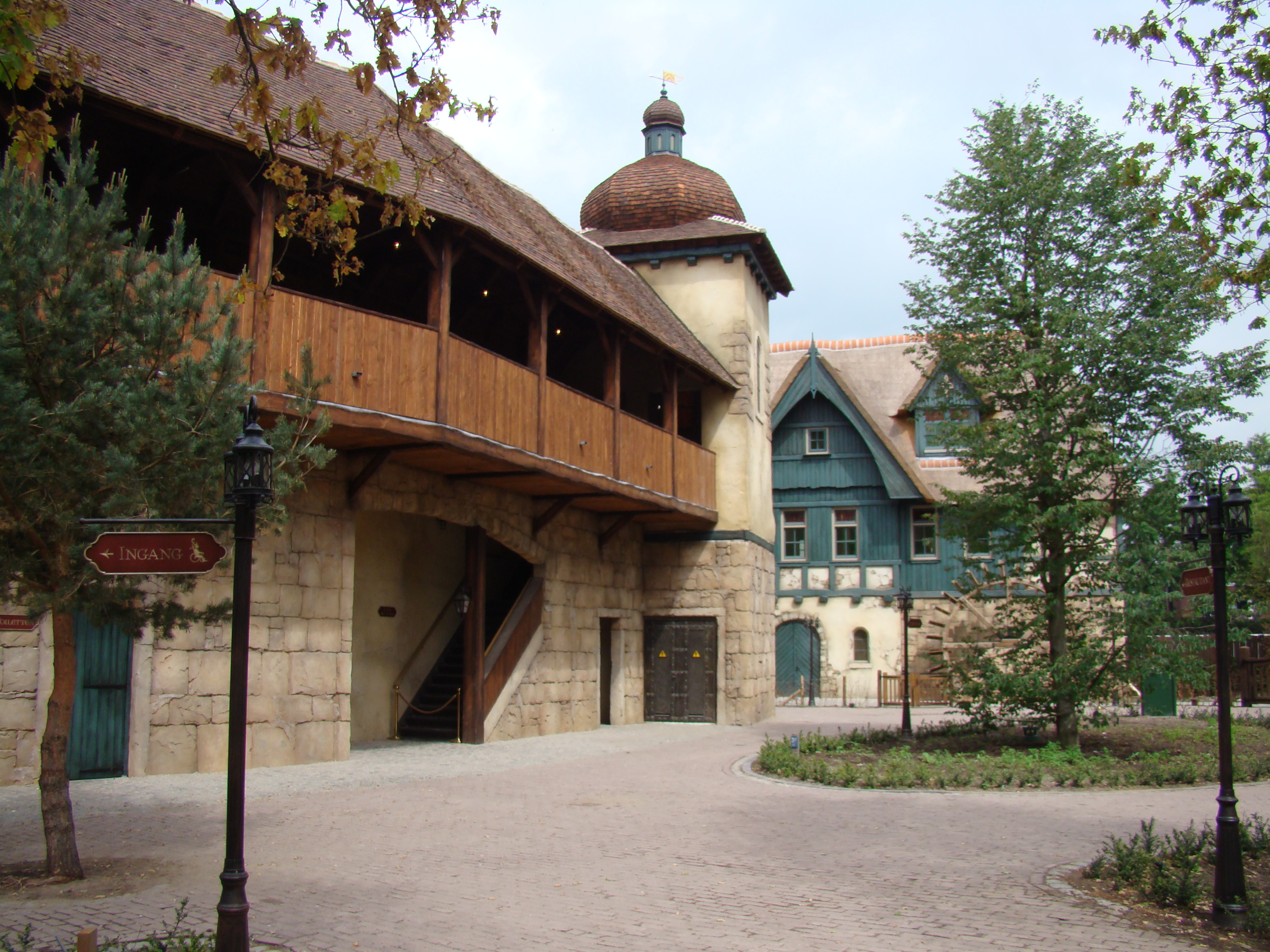
Exterieur
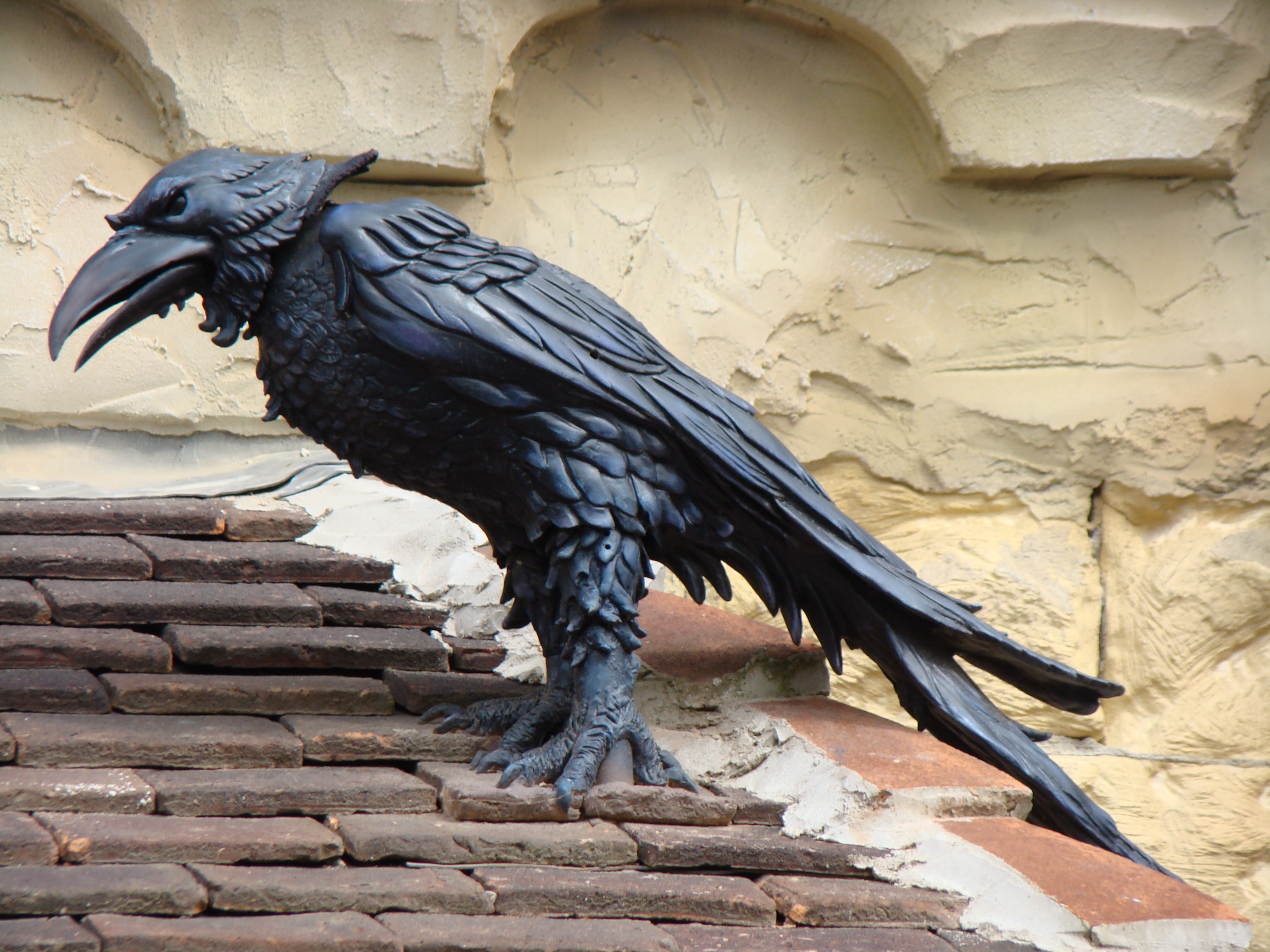
Raaf op de toegangspoort
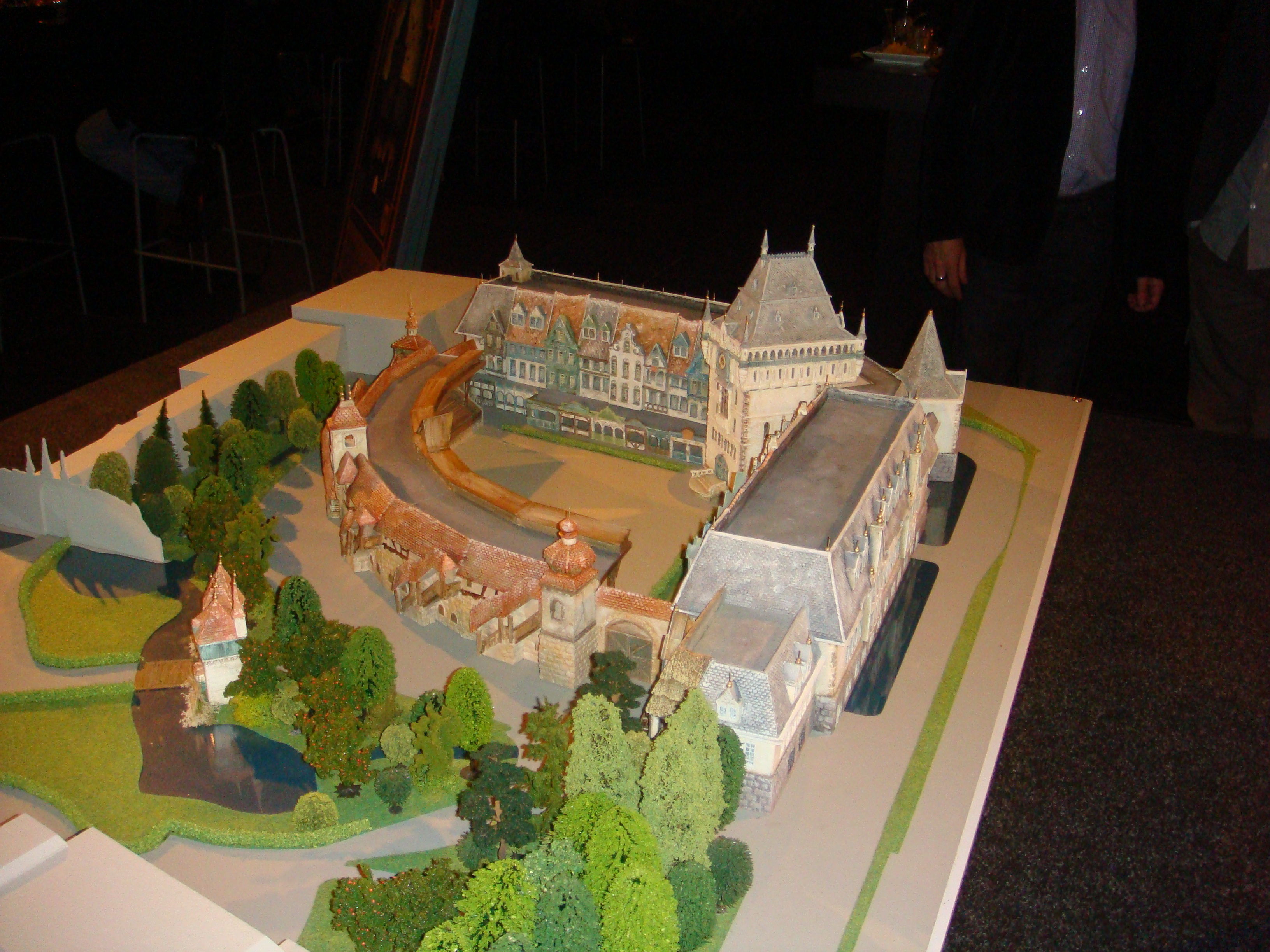
Maquette